# Флотаційне очищення стічних вод
Йонна флотація і її різновиди дозволяють забезпечити високу ефективність очищення стічних вод і запобігти забрудненню довкілля, підвищити вилучення корисних компонентів і комплексність використання сировини. що перероблюється.
Пінне фракціонування використовується для очищення стічних і природних вод від органічних речовин, і в першу чергу від миючих речовин (наприклад, алкілбензосульфонатів) які не піддаються біологічному руйнуванню. Вилучення поверхнево активних речовин з стічних вод становить 90—95 %.
Власне йонна флотація застосовується для вилучення з розчинів аніонів ортофосфорної кислоти четвертинними амонієвими лугами, аніонів Cr2O72– бромистим цетилетилдиметиламонієм, катіонів радіоактивних металів алкілбензосульфонатами, амінополікарбоксильними кислотами і іншими аніонними збирачами. Чотири-п'ять з'єднаних послідовно протитечійних колон для йонної флотації забезпечують ступінь очищення порядка 108—1010.
Для очищення стічних вод від молібдену застосовують метод йонної флотації первинними амінами. Цей метод використовується також для очищення від йонів, осадів і ультратонких частинок.
Флотація гідрофобних осадів застосовується для вилучення ксантогенатом ртуті з промивних вод при рН = 4,5 у концентрат, який містить 21—22 % ртуті при вилученні 90 %. Процес рекомендований для вилучення нікелю і кобальту зі стоків гідрометалургійних заводів та з розчинів вилуговування пірит-них огарків; міді з шахтних вод і інших металів з різних розчинів. Цей процес може бути використаний для вилучення заліза, міді, цинку, свинцю, нікелю, кобальту, паладію, ванадію, марганцю, церію, селену з розведених (10–5—10–4 моль/л) водних розчинів при використанні таких селективних реагентів як діамінобензидин, гідроксихінолін, α-нітрозо-β-нафтол, купферон, оксими. Вилучення осадів досягає 90—95 %.
Флотація гідрофобізованих осадів може бути застосована для вилучення важких металів зі стічних вод промислових підприємств осадженням їх фероціанідом калію і послідовною флотацією осаду з желатином; для вилучення цинку зі стоків віскозного виробництва після осадження його у вигляді сульфіду і послідовною флотацією осаду з лауриламіном; для селективного вилучення важких металів з розчинів при ступеневому підвищені рН, що приводить до послідовного випадіння металів у вигляді гідрооксиду, і стадіальної флотації осадів, які випали. Наприклад, при низьких значеннях рН можна вилучити гідрооксид заліза, а при послідовному ступеневому підвищені рН виділити гідрооксиди міді, цинку, нікелю і кобальту. Флотація гідрофобізованих осадів має ряд технологічних переваг: мала витрата збирача, висока швидкість процесу, низька чутливість до присутніх електролітів.
Для очищення вод, які містять масло і нафту, широко розповсюджені адгезійна сепарація і напірна флотації. 